# Le lotte di classe in Francia dal 1848 al 1850
Le lotte di classe in Francia dal 1848 al 1850 (in tedesco Die Klassenkämpfe in Frankreich 1848 bis 1850), era una serie di articoli scritti da Karl Marx per il quotidiano Neue Rheinische Zeitung nel 1850. Le opere furono raccolte e ripubblicate nel 1895 da Friedrich Engels.

## Contenuto
In queste opere Marx analizza le questioni di classe e le relazioni economiche che guidarono gli sconvolgimenti sociali e politici avvenuti in Francia nel 1848. Si sofferma ampiamente sull'argomento secondo cui il conflitto non era tra il proletariato e la borghesia, ma tra diversi fazioni all'interno della borghesia. In particolare, individua i conflitti tra la borghesia industriale, la cui ricchezza e reddito dipendono dalla produzione e dalla vendita di beni; e la borghesia finanziaria, che identifica come banchieri e speculatori di borsa.

### Ordine pubblico manipolato
Marx identifica un sistema politico in cui gli individui responsabili dello sviluppo della politica pubblica e della direzione dei fondi pubblici erano gli stessi individui i cui investimenti sarebbero stati influenzati da queste decisioni. Il risultato di ciò, afferma, è stato che la politica pubblica è stata manipolata per il bene dell'autoarricchimento, dando l'esempio di ampi progetti ferroviari sviluppati con fondi pubblici sotto la direzione di legislatori che erano anche i principali investitori in questi sforzi.
Marx afferma, tuttavia, che, sebbene questa situazione fosse ritenuta intollerabile per la borghesia industriale, essa non era in alcuna posizione per intraprendere un'azione seria contro di essa. La borghesia industriale occupava ancora una posizione relativamente privilegiata all'interno della società e del governo e questo fatto, sostiene Marx, la collocava essenzialmente nel campo principale come borghesia finanziaria.

### Rivolta

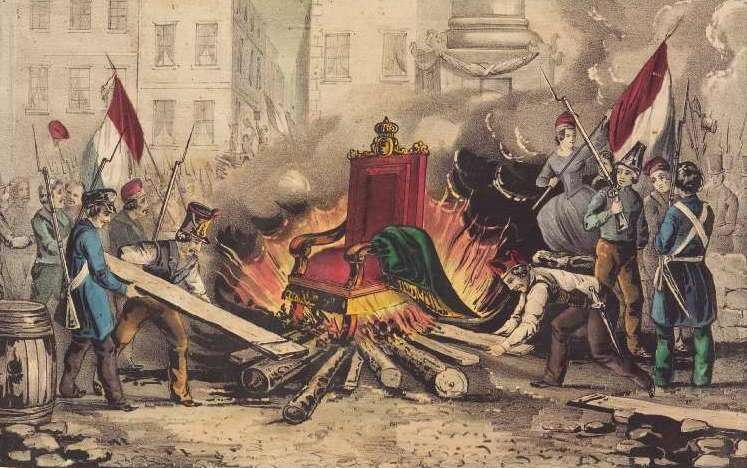
L'incendio del trono del re Luigi Filippo I durante la Rivoluzione francese del 1848

Laddove Marx identifica il cambiamento nella situazione che ha reso possibile la rivolta pubblica in una serie di crisi finanziarie più lontane che hanno avuto effetti deleteri sulla situazione economica in Francia. In particolare, identifica una serie di fallimenti dei raccolti nel 1845 e nel 1846, e poi una crisi economica più generale che attanaglia l'Inghilterra alla fine degli anni Quaranta dell'Ottocento. Questa crisi ha visto un'ondata di fallimenti e chiusure di fabbriche in tutta il Regno Unito ed è stato nel mezzo delle scosse di assestamento che questa crisi ha inviato in tutto il continente europeo, afferma Marx, che ha avuto luogo la Rivoluzione di Febbraio.
Marx afferma in queste opere che l'Inghilterra, a quel tempo, stava dando il tono alla società borghese in generale, e incolpa questo sulla natura degli squilibri commerciali che allora esistevano. Dipinge un'immagine della Francia che esporta la maggior parte dei suoi beni di consumo in Inghilterra, mentre l'Inghilterra esporta la maggior parte dei suoi beni di consumo all'estero. Allo stesso modo interpreta le crisi che colpiscono in seguito l'Inghilterra e poi il continente.
Pertanto, afferma, la crisi economica generale in Inghilterra ha portato a una crisi economica generale in Francia e che questa crisi è stata la causa della rivoluzione del febbraio 1848. Questo lo spinge a dimostrare perché tale rivoluzione non si è verificata in Inghilterra e per questo ha offre la spiegazione che l'Inghilterra era più completamente industrializzata. L'Inghilterra, sostiene, non aveva bisogno di una rivoluzione perché gli industriali costituivano già una così grande potenza, socialmente e politicamente, da poter affrontare direttamente il potere in fuga della finanza speculativa. La Francia, tuttavia, era ancora molto più agraria, mentre la classe industriale, sebbene ricca e potente di per sé, non esercitava un potere sufficiente per portare a termine un tale confronto. Fu solo all'indomani delle suddette crisi economiche che la borghesia industriale si trovò costretta ad allinearsi con le classi agrarie contro la borghesia finanziaria. Così Marx conclude che, nonostante il carattere proletario e le parole d'ordine della rivoluzione, il proletariato è stato usato principalmente come sostegno e che non appena è stata istituita la nuova repubblica il proletariato è stato più o meno espulso dai circoli del potere.

### Analisi
Marx prosegue descrivendo come questo uso del proletariato come sostegno per detronizzare la borghesia finanziaria da parte della borghesia industriale abbia lasciato la borghesia così disillusa e alienata da cadere nell'appoggio di Luigi Bonaparte, un uomo di cui Marx parla in modo molto sprezzante. Sostiene che la mancanza di carattere di Bonaparte era centrale per la sua popolarità poiché era in grado di significare cose diverse per diversi elettori e quindi costruire un'ampia base di sostegno tra gruppi che, secondo Marx, condividono pochi obiettivi e interessi reciproci.
Infine, Marx raccoglie le analisi degli sconvolgimenti politici in Francia e delle crisi economiche innescate, originariamente, in Inghilterra e che si sono estese al continente; e da queste analisi si costruisce l'argomento che questi sconvolgimenti in Francia, che sembravano un grande cambiamento politico in una nazione, hanno segnato solo un piccolo cambiamento all'interno della sovrastruttura di un sistema sociale ed economico di carattere multinazionale.